# 六郎乡
六郎乡，是中华人民共和国湖北省十堰市郧西县下辖的一个乡镇级行政单位。

## 行政区划
六郎乡下辖以下地区：
两岔河村、木瓜圆村、岩屋河村、陆家沟村、王家河村、大石堰村、将军坪村、龙泉村、罗坡垭村、康家梁村、梁家川村、壕渠村、三院村、青洞沟村、赵家河村、黄龙沟村、六郎关村、柯家湾村、观音垭村、兵营铺村、苏家山村、魏家坪村、古路垭村、核桃园村和船厂村。